# 赤崁楼
赤崁楼（せきかんろう）は別名を赤嵌楼、紅毛楼 とも称し、台湾台南市中西区に位置する、オランダ人によって築城された旧跡である。原名は「プロヴィンティア」(Provintia、普羅民遮城)と称し、1653年にオランダ人と漢人の衝突事件である郭懷一事件(1652年)の後に築城された。鄭成功が台湾を占拠すると、プロヴィンティアは東都承天府と改められ、台湾全島の最高行政機関となった。現在は文化部により国定古跡に指定されている。

## 歴史背景
台南市は台湾本島の中で最も早くから漢人により開発が行なわれた地方である。早期の台南市西部は遠浅の海が広がり、台江内海と呼ばれていた。内海西側には砂州が広がり、その中の現在の安平一帯に相当する地域には、西拉雅平埔族台湾社が居住していた。台江東岸は平原が広がり、平埔族赤崁社の居住地となっていた。明代の地図にや文献では台江西、東岸為をそれぞれ「台員」、「赤崁」と称している。
漢人移民の記録は明代中期に遡ることができる。当時この海域一帯を跋扈していた倭寇は台南を拠点に活動しており、大陸東南沿海及び台湾原住民がその被害を受けていた。この状況に対し明は討伐軍を派遣した。これにより漢人と原住民間の交流が発生し、漢人移民が台湾に押し寄せることとなり、この地区一帯に次第に集落を形成するようになった。

## オランダ人による普羅民遮城
1624年、澎湖を拠点に明と争っていたオランダと明の間に講和が成立し、オランダは澎湖の経営を放棄し、その代替地として台湾南部に上陸し商館や砲台を築城した。台江西岸の一鯤鯓沙洲（今の安平）には「ゼーランディア」（Zeelandia、熱蘭遮城、現・安平古堡）が築城され、台湾統治の中心となり、城砦東側には「台湾街」（現在の延平街一帯）と「普羅民遮街」（現在の民権路）が建築された。前者は台湾で最も繁栄した商業地として「台湾第一街」と呼ばれるようになり、後者は台湾で初めて計画されたヨーロッパ式都市計画であった。
オランダ人による台湾統治では漢族移民や平埔族に対し厳しい統治方式を採用した。そのため漢人の不満が爆発、1652年には「郭懷一事件」が発生した。この事件は間もなく鎮圧されたが、オランダ人は事件の再発を防止するために「普羅民遮街」の北方建に「プロヴィンティア」を建築した。周囲約141m、城壁高さ10.5mの城砦には水源が確保され、食料が備蓄されるなど、有事の際の防衛拠点都として準備され、漢人はこの城砦を赤崁楼或いは紅毛楼と称した。

## 鄭氏による東都承天府
1661年4月、鄭成功がオランダ人に通事として雇用されていた漢人何斌の誘導により鹿耳門を通過、台江内海を越えてプロヴィンティアを攻撃した。城砦を攻略した鄭成功は普羅民遮城を東都明京と定め、承天府を設置した。ここに9ヶ月滞在した鄭成功はゼーランディアを攻略、ここに38年におよぶオランダ統治は終焉を迎えた。
オランダの投降後、鄭成功はゼーランディアを「安平鎮」と改称し鄭氏の居城とし、既に東都承天府と改名されたプロヴィンティアと共に、台湾の最高業機構を構成した。しかし半年後に鄭成功が病没すると、世子鄭経は1664年に東都を廃し、「東寧」と改称「東寧国王」を自称するようになった。承天府が廃止されると、赤崁楼は火薬貯蔵庫として用いられるようになった。

## 清代以降の変遷
1721年、朱一貴が清朝に対して反乱を起こすと、赤崁楼の鉄製門額が武器鋳造の材料とされた。その後も人為的な破壊、風雨による侵食、地震による被害を受け赤崁楼は周囲の城壁を残すのみにまで荒廃した。
19世紀後半、大士殿、海神廟、蓬壷書院、文昌閣、五子祠などが赤崁楼の跡地に再建され昔日の様子を取り戻すようになった。日本統治時代には海神廟と文昌閣、五子祠は病院及び医学生の宿舎として利用されている。
1921年、台湾総督府により大士殿の解体修復が行なわれた際、プロヴィンティア時代の堡門が発見され、また東北部からはオランダ時代の砲台跡が発掘され、歴史館が設置された。戦後は更に修復が行なわれ、台南市立博物館へと発展している。1974年には再び大規模修復が実施され現在の外観となり、1983年に文化部により国定古跡に指定され現在に至っている。

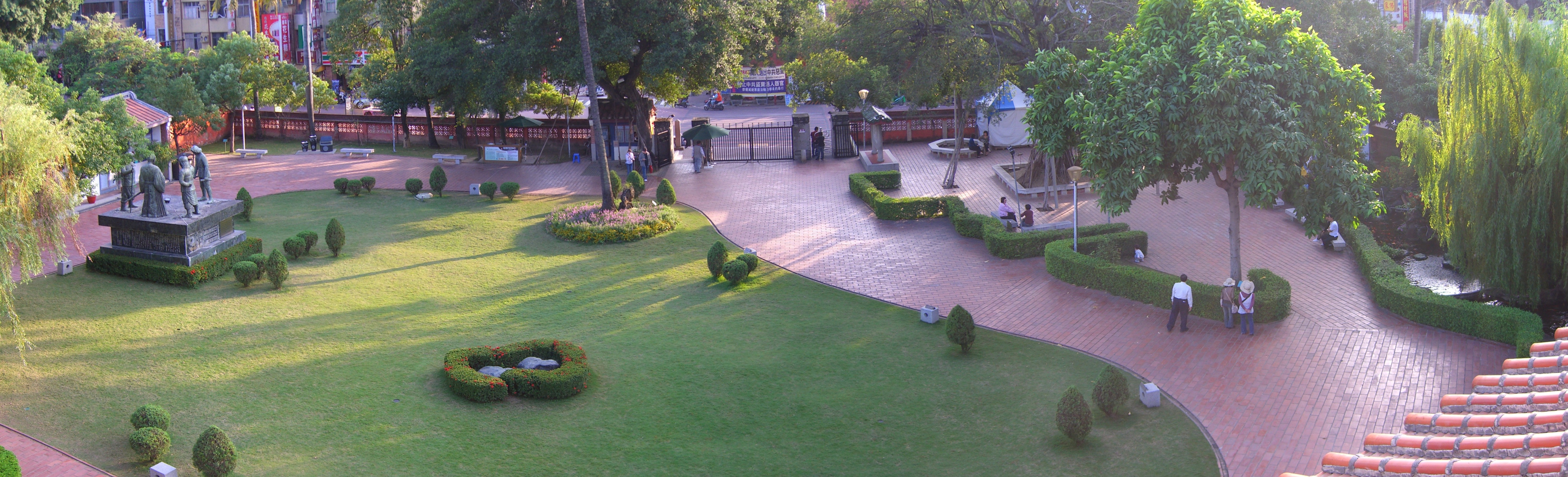
赤崁楼の入口

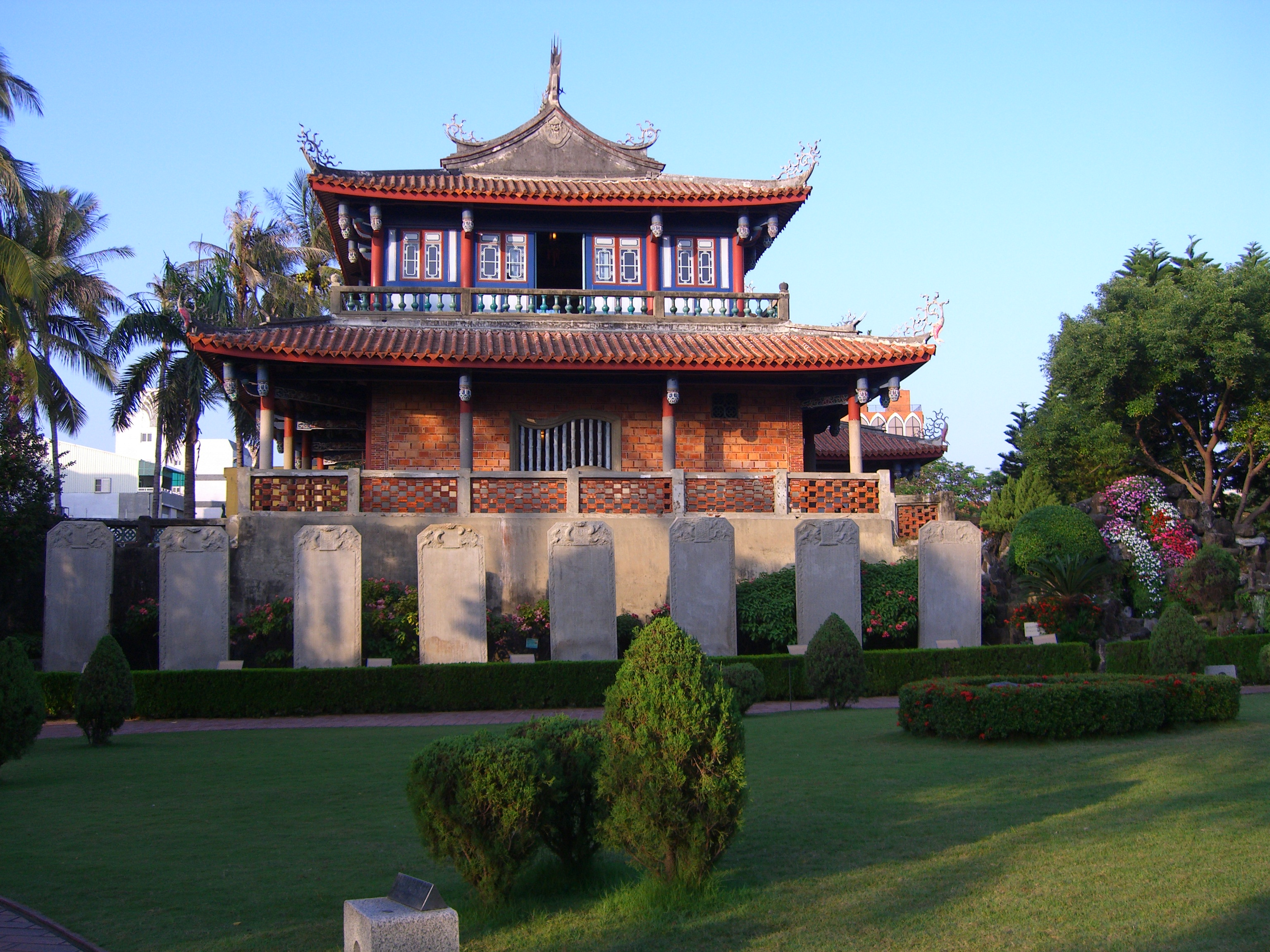
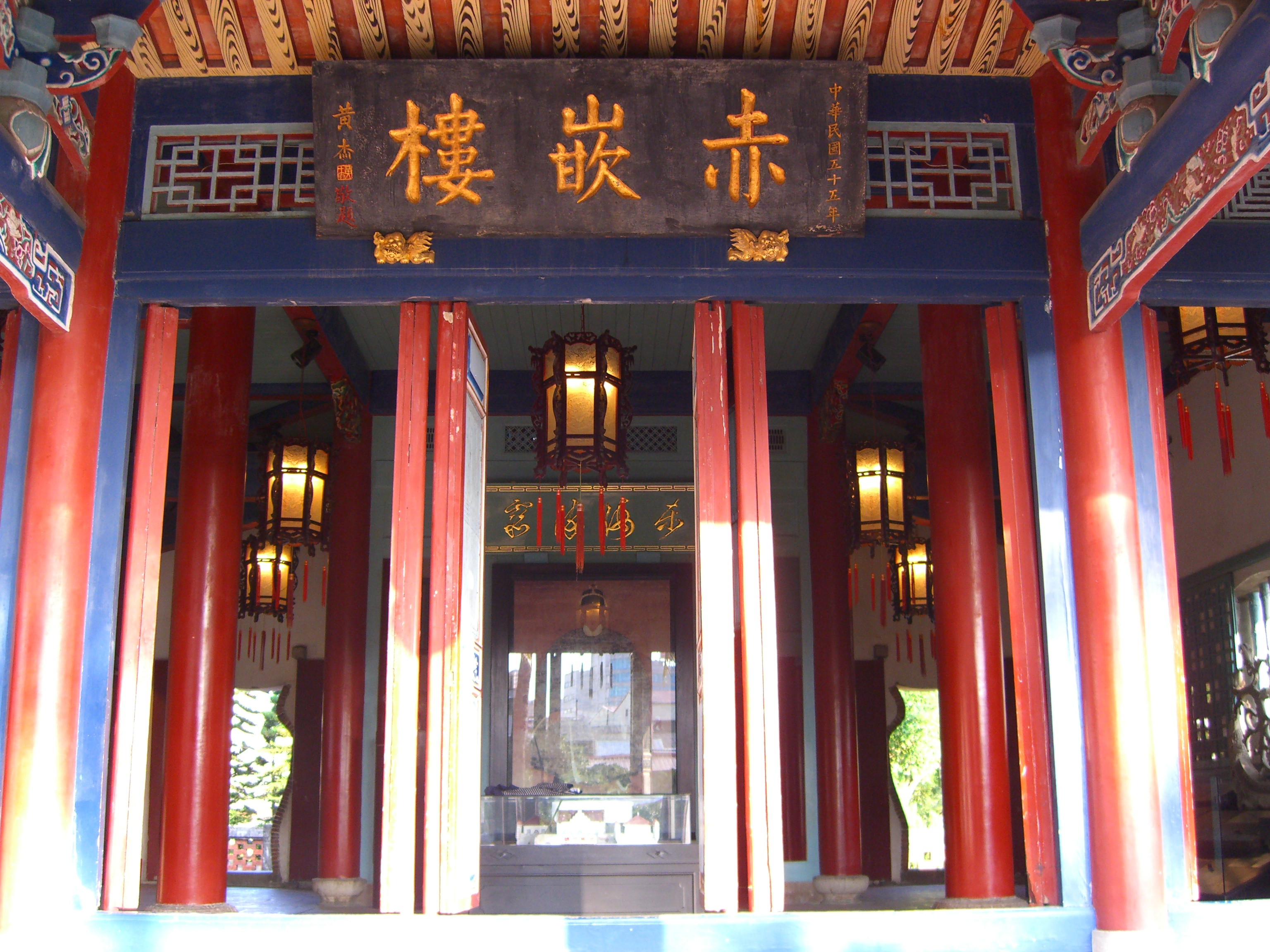
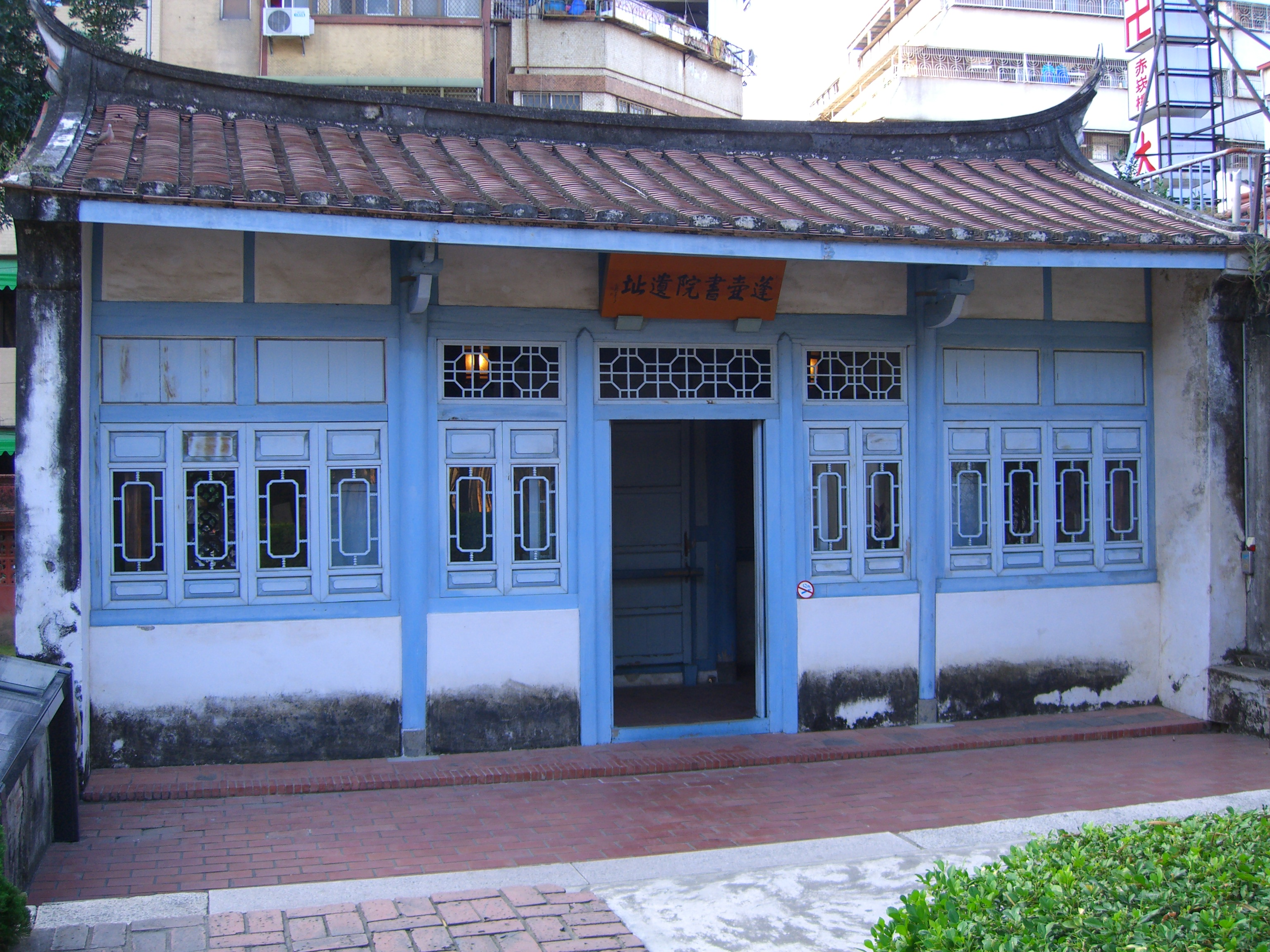
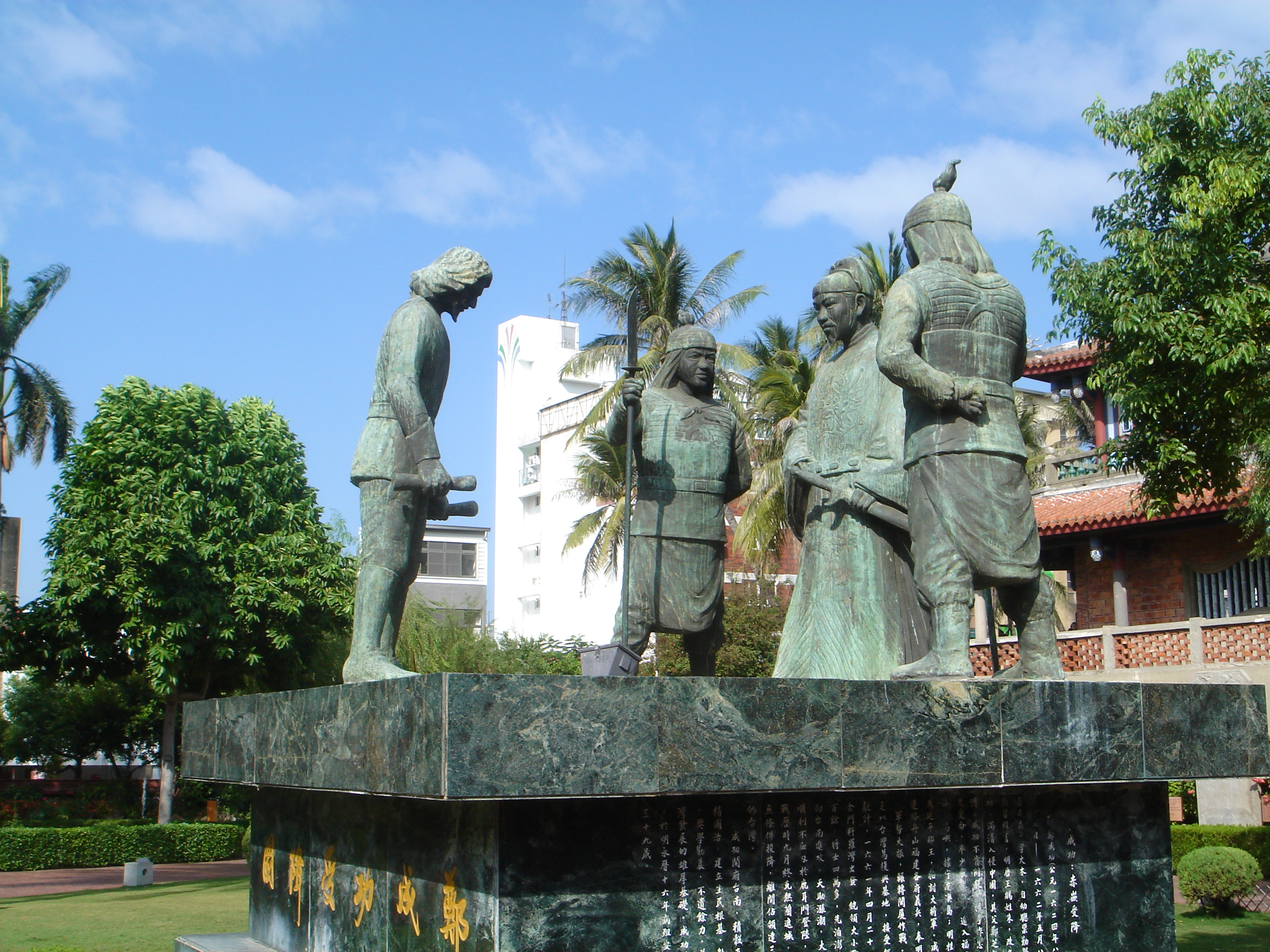
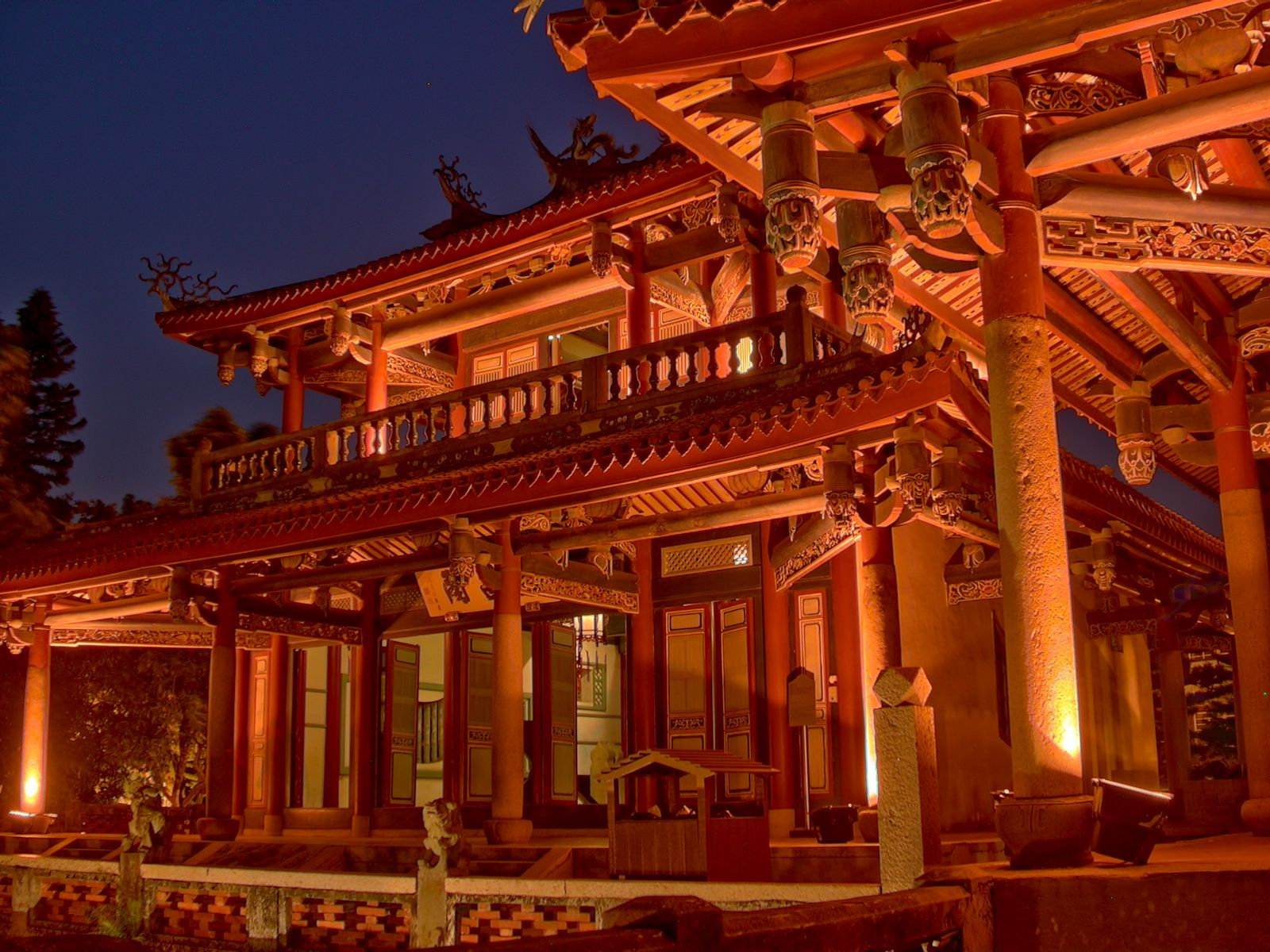
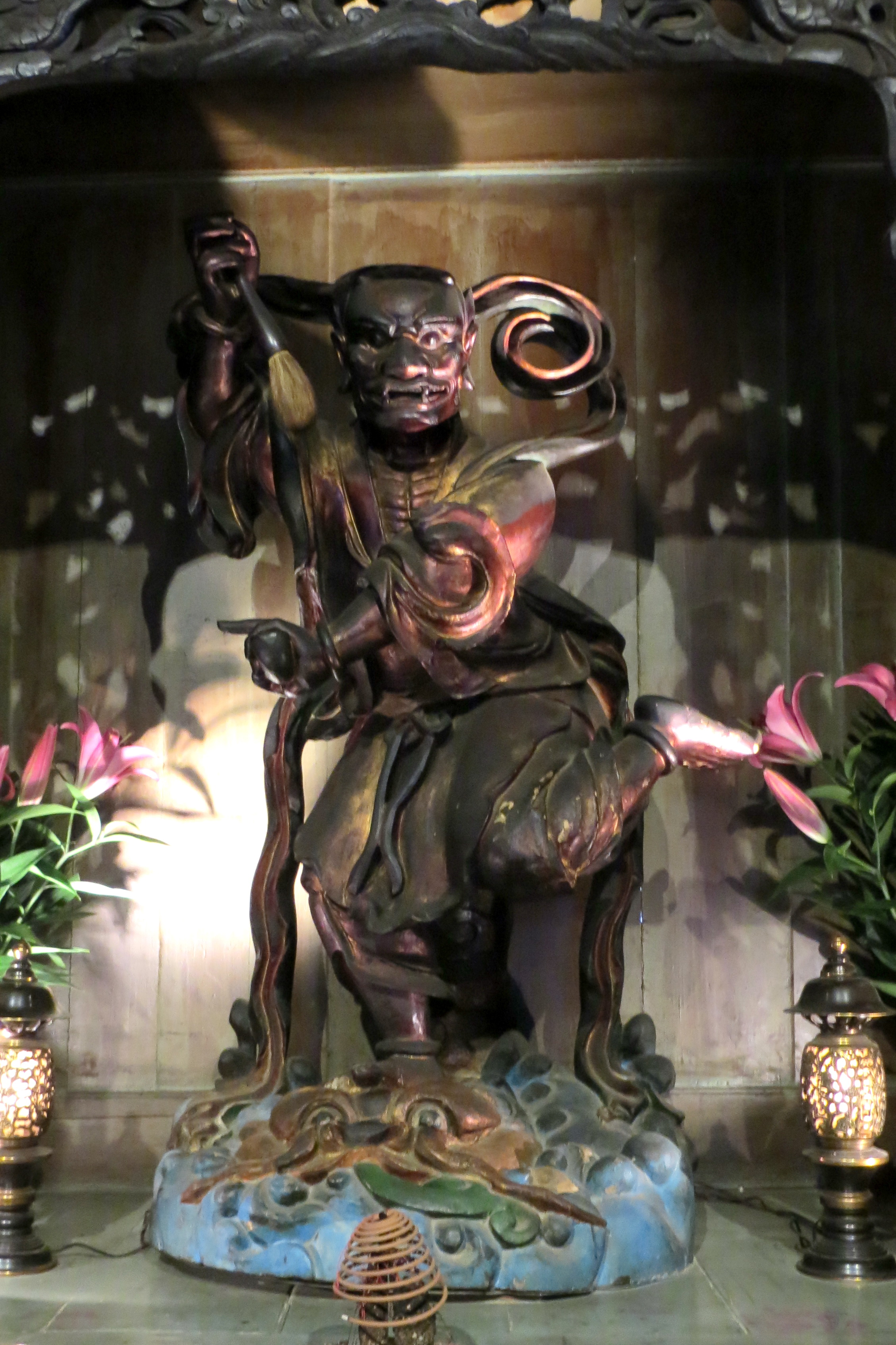
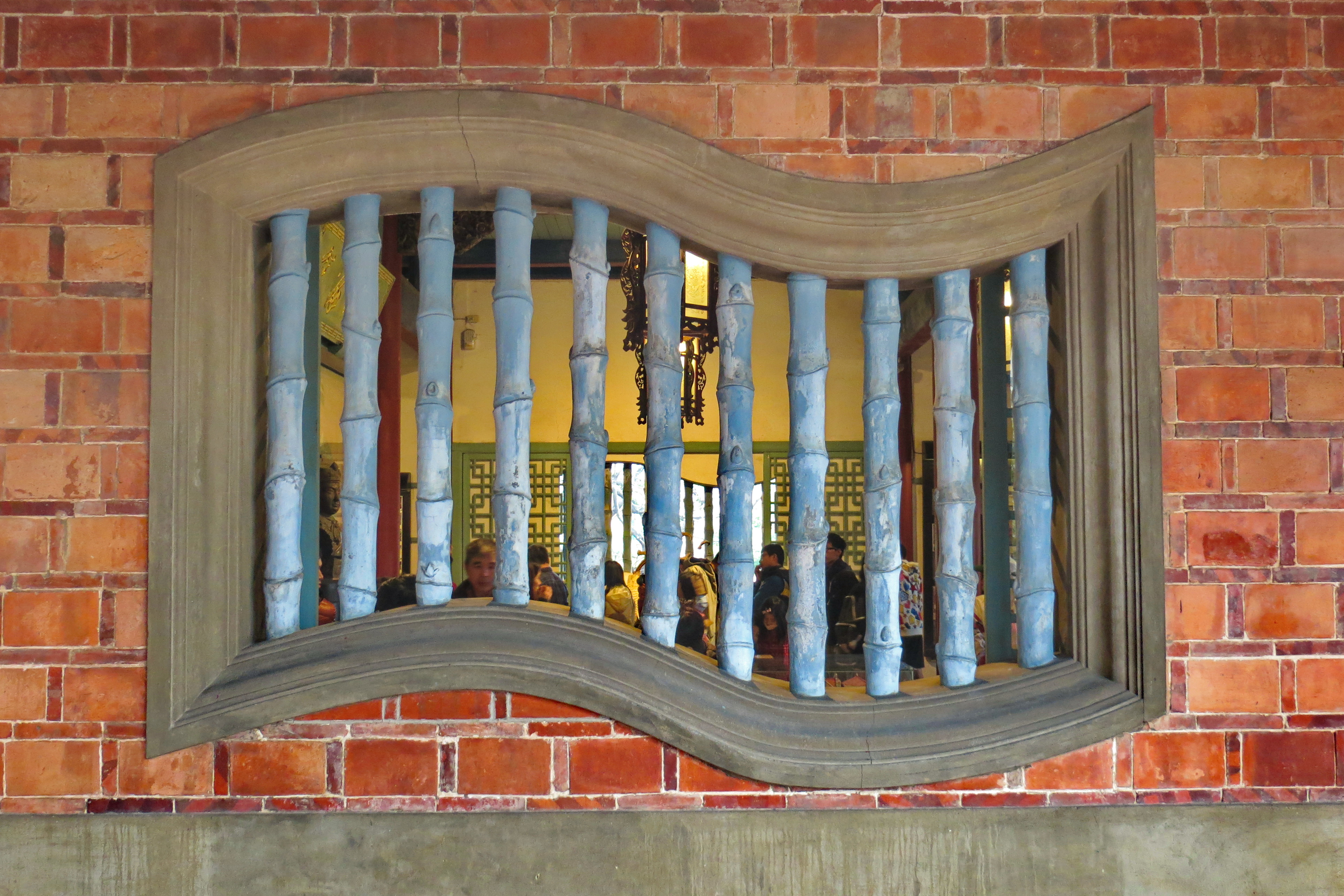